# バルトロメ島

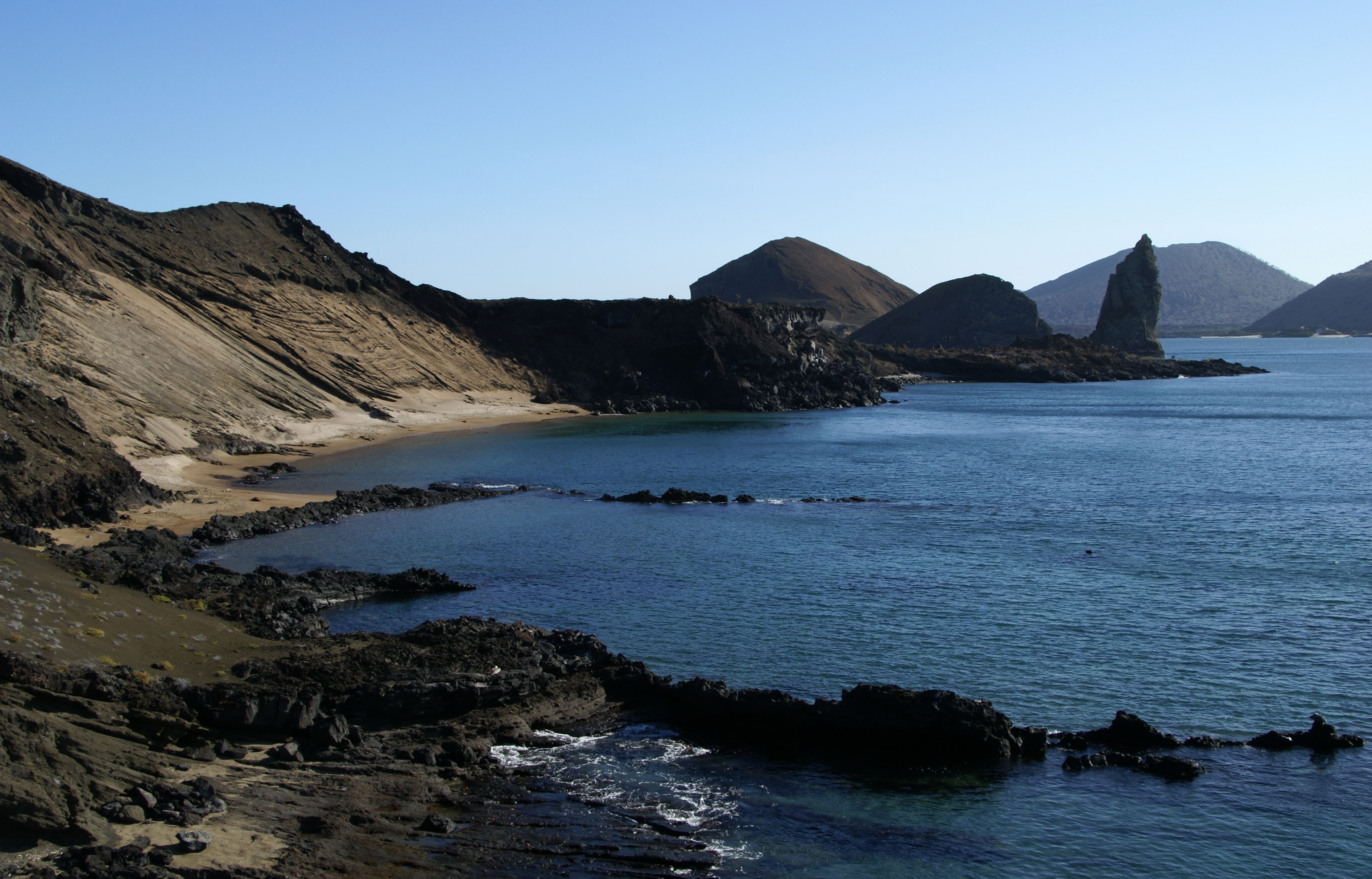
バルトロメ島の海岸
（右にピナクル・ロック）

バルトロメ島（スペイン語: Isla Bartolomé、バーソロミュー島、英語: Bartholomew Island）は、ガラパゴス諸島の火山島の1つであり、この火山の小島はサンチャゴ島の東海岸のすぐ沖に位置する。バルトロメ島およびサンチャゴ島のサリバン湾の名は、自然主義者でチャールズ・ダーウィンの生涯の友人であり、英国海軍艦船ビーグルに中尉として乗船したバーソロミュー・ジェームズ・サリバン (Bartholomew James Sulivan) にちなんで名付けられた。

## 地理
総面積わずか 1.2km2、標高114m のこの島は、群島のうち最もよく知られる美しい景観を見せる。約30万年前のマグマの活動により形成されたバルトロメ島は、ガラパゴスの群島のなかでも「若い」島の1つである。島は死火山および赤、オレンジ、緑、輝く黒色のさまざまな火山性地層よりなる。バルトロメ島の山頂には容易に登れ、対岸のサンチャゴ島の壮大な景色を提供する。また、いくつかの火砕丘があり、スパターコーン（英: Spatter cone、溶岩滴丘）、タフコーン（英: Tuff cone、凝灰岩丘）、それに溶岩流（英: Lava flow）が見られる。
バルトロメ島では、この島の際立った特徴となるピナクル・ロック（英: Pinnacle Rock）が知られている。島の西端付近にあるこの尖塔状の岩は、かつて水中の火山よりマグマが噴出した際に形成された。

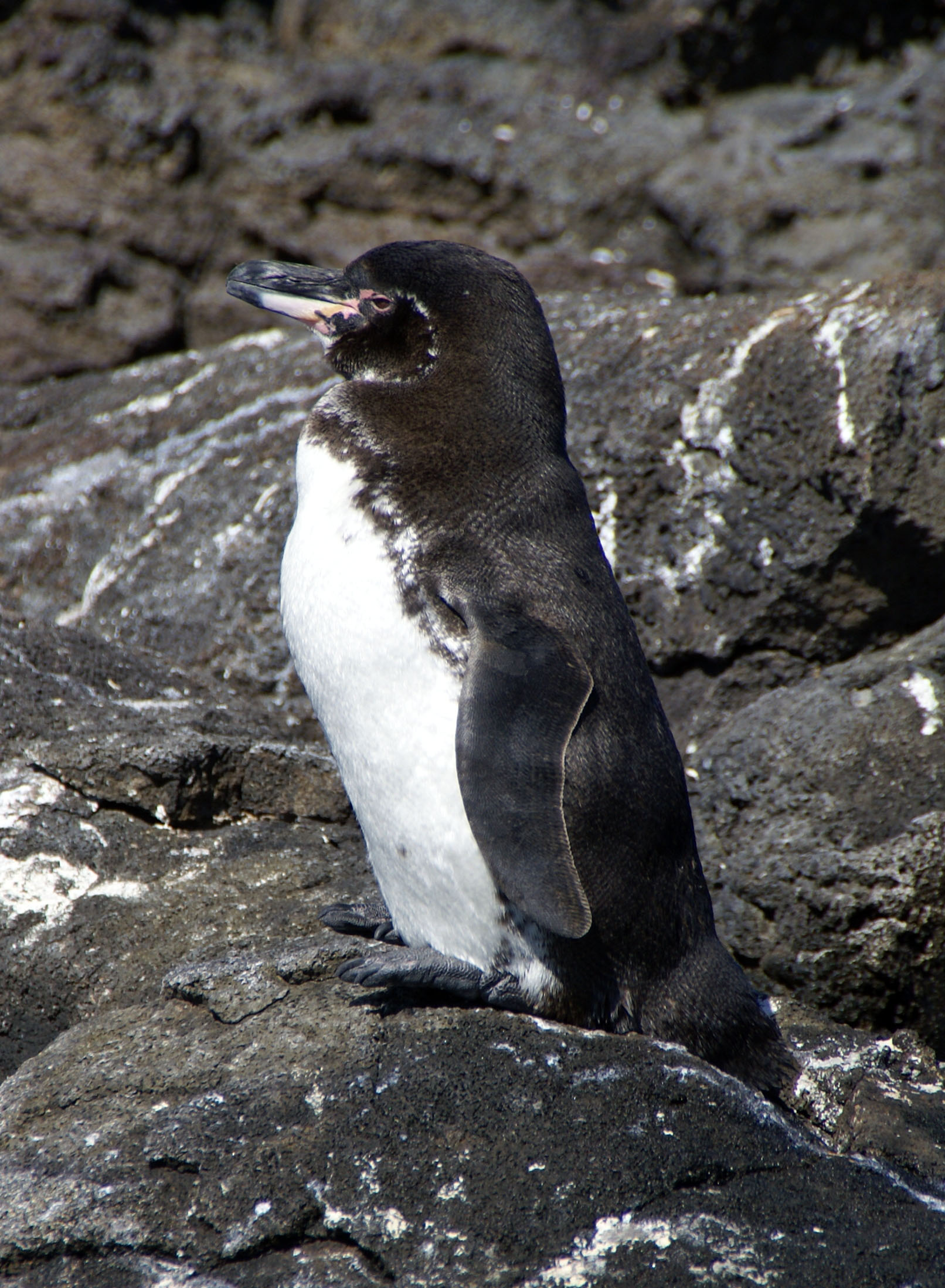
ガラパゴスペンギン

バルトロメ島にはもう1つ訪問可能な地域があり、そのピナクル・ロックの周辺は、泳ぎかつシュノーケリングができ、水中の世界を観察できる。ガラパゴスペンギン、ウミガメ、ネムリブカその他熱帯魚が見られる。南北一対となる湾は狭い地峡によって分離されている。

## 生物
ガラパゴスペンギンがよく見られ、ピナクル・ロックの背後にある小洞窟の集団繁殖地に営巣する。季節により、バルトロメ島はアオウミガメの繁殖および営巣地となる。サギ類は、穏やかな浜を利用している。ガラパゴスのヨウガンサボテンが、新しい溶岩台地に生えている。
1976年には、チャールズ・ダーウィン研究所と国立公園管理事務所により、野生化したクマネズミが駆除された。